# Michael Bonner
Michael Bonner – amerykański historyk (mediewista).
W latach 1970–1974 studiował na Harvard University, uzyskując tytuł licencjata (Bachelor of Arts) w zakresie filologii klasycznej i historii. W latach 1975–1976 kontynuował studia na tej uczelni, uzyskując tytuł magistra w zakresie komparatystyki literackiej. W latach 1978–1980 pogłębiał wiedzę z tego zakresu na University of California w Berkeley. W 1981 podjął studia bliskowschodnie na Princeton University, uzyskując w 1984 tytuł magistra, a w 1987 tytuł doktora. Od 1989 wykładowaca na University of Michigan.
Publikował artykuły na łamach "Journal of the American Oriental Society", "American Journal of Numismatics", "Studia Islamica" i "Journal of the Royal Asiatic Society".

## Książki
- Aristocratic Violence and Holy War: Studies on the Jihad and the Arab-Byzantine Frontier (1996)